# De Havilland DH.34
Il de Havilland DH.34 fu un aereo di linea biplano monomotore prodotto in piccola serie dall'azienda aeronautica britannica de Havilland Aircraft Company negli anni venti.
Costruito in 12 esemplari venne impiegato per diversi anni nelle rotte per il servizio passeggeri nella compagnia aerea britannica Imperial Airways.

## Storia del progetto
Dal 1921, grazie anche alla esperienza ottenuta lavorando sull'De Havilland DH.18, ci si rese conto che per sviluppare il traffico aereo civile, gli aerei necessitavano di standard di sicurezza più elevati. Per questo l'azienda sviluppò in primis il Doncaster, un monoplano che poteva ospitare 10 passeggeri, e successivamente il DH.32, aereo molto simile al DH.18 ma equipaggiato con un motore meno potente e costoso, il Rolls-Royce Eagle. Data l'urgente necessità di una maggiore capacità di trasporto, i lavori sul DH.29 e DH.32 vennero fermati e ci si dedicò al DH.34 con una capacità maggiorata a 10 passeggeri.
Il DH.34 ebbe una fusoliera realizzata in legno multistrato e l'abitacolo per due piloti venne posizionato avanti le ali e la cabina passeggeri. Anche le ali vennero realizzate in legno e come motore fu scelto un Napier Lion in grado di avviarsi autonomamente senza richiedere un avvio manuale.
Due DH.34 vennero ordinati dalla Daimler Airway, primo lotto di un ordine complessivo di 9 esemplari, e il primo prototipo (con seriale G-EBBQ) volò la prima volta il 26 marzo 1922. La velocità di stallo dell'aereo (101 km/h) venne considerata bassa e responsabile di un incidente mortale avvenuto nel 1923, pertanto fu aumentata la superficie alare tramite l'aggiunta di estensioni sull'ala superiore.

## Impiego operativo
Il DH.34 entrò in servizio con la Daimler Airway il 2 aprile 1922 sulla rotta Croyden-Parigi. La Daimler ebbe in totale una flotta di 6 DH.34, quattro dei quali furono affittati dall'Air Ministry; inoltre anche l'Instone Air Line ne utilizzò quattro, tutti affittati. Un solo esemplare fu realizzato per conto della compagnia aerea sovietica Dobrolyot.
Quanto fu costituita l'Imperial Airways, il 1º aprile 1924, dalla fusione della Daimler Airway, Instone Air Line, Handley Page Transport e dalla British Marine Air Navigation Company, questa ereditò i sei DH.34 che rimasero in servizio fino al 1926.
Questi aerei vennero utilizzati massicciamente per il sorvolo del canale della manica, tanto che nei primi nove mesi di operazioni volarono per 8.000 ore mentre il secondo esemplare costruito volò per più di 160.000 chilometri senza ricevere nessuna revisione. Durante i quattro anni in cui il velivolo venne prodotto vennero persi sei aerei, molti in incidenti fatali.

## Versioni
DH.34Versione iniziale. 11 esemplari costruiti.
DH.34BVersione con ala superiore modificata per migliorare le caratteristiche di stallo.

## Utilizzatori
Regno Unito
- Daimler Airway
- Imperial Airways
- Instone Air Line

 Unione Sovietica
- Dobrolyot

### Riviste
- (EN) The D.H.32 Commercial Biplane 360 H.P. Rolls-Royce Engine, in Flight, No. 665 (No. 28, Vol. XIII), 22 settembre 1921,  pp. 629-630.